# Detector
Een detector is een apparaat of onderdeel van een apparaat, waarmee de aanwezigheid van een bepaalde stof, van bepaalde deeltjes, van een signaal of van een ander verschijnsel kan worden vastgesteld. Het begrip omvat deels het begrip sensor.

## Voorbeelden van detectors

### Ioniserende straling
- Charge-coupled device
- Dradenkamer
- Elektronenvangstdetector
- Geigerteller
- Proportionele teller

### Stoffen
- Deeltjesdetectors in een massaspectrometer
- Detector (chromatografie)
- Metaaldetector
- Rookmelder
- Vlammenmelder

### Radio en radar
- AM-detector, demoduleert AM-signalen
- Radardetector
- Ratiodetector, demoduleert FM-signalen

### Overig
- Leugendetector
- Lichtgevoelige weerstand
- Voertuigdetector